# 九龍巴士5E線
九龍巴士5E線是香港一條已停駛的九龍區巴士路線。

## 歷史
- 1986年1月12日：路線投入服務，來往九龍車站及竹園。
- 1987年6月28日：路線編號更改為11K線，以凸顯其可在九龍車站轉乘九廣鐵路。

## 行車資料

### 行車路線
- 九龍車站開途經：安運道，暢運道，機利士南路，蕪湖街，馬頭圍道，土瓜灣道，馬頭角道，馬頭涌道，太子道西，聯合道，東頭村道，鳳舞街，馬仔坑道，竹園道

- 竹園開途經：竹園道，馬仔坑道，鳳舞街，東頭村道，聯合道，太子道西，馬頭涌道，木廠街，土瓜灣道，馬頭圍道，蕪湖街，大沽街，寶其利街，明安街，必嘉街，機利士南路，暢運道，安運道